# Polte (Tangerhütte)
Polte gehört zur Ortschaft Ringfurth und ist ein Ortsteil der Stadt Tangerhütte im Süden des Landkreises Stendal in Sachsen-Anhalt.

## Geographie

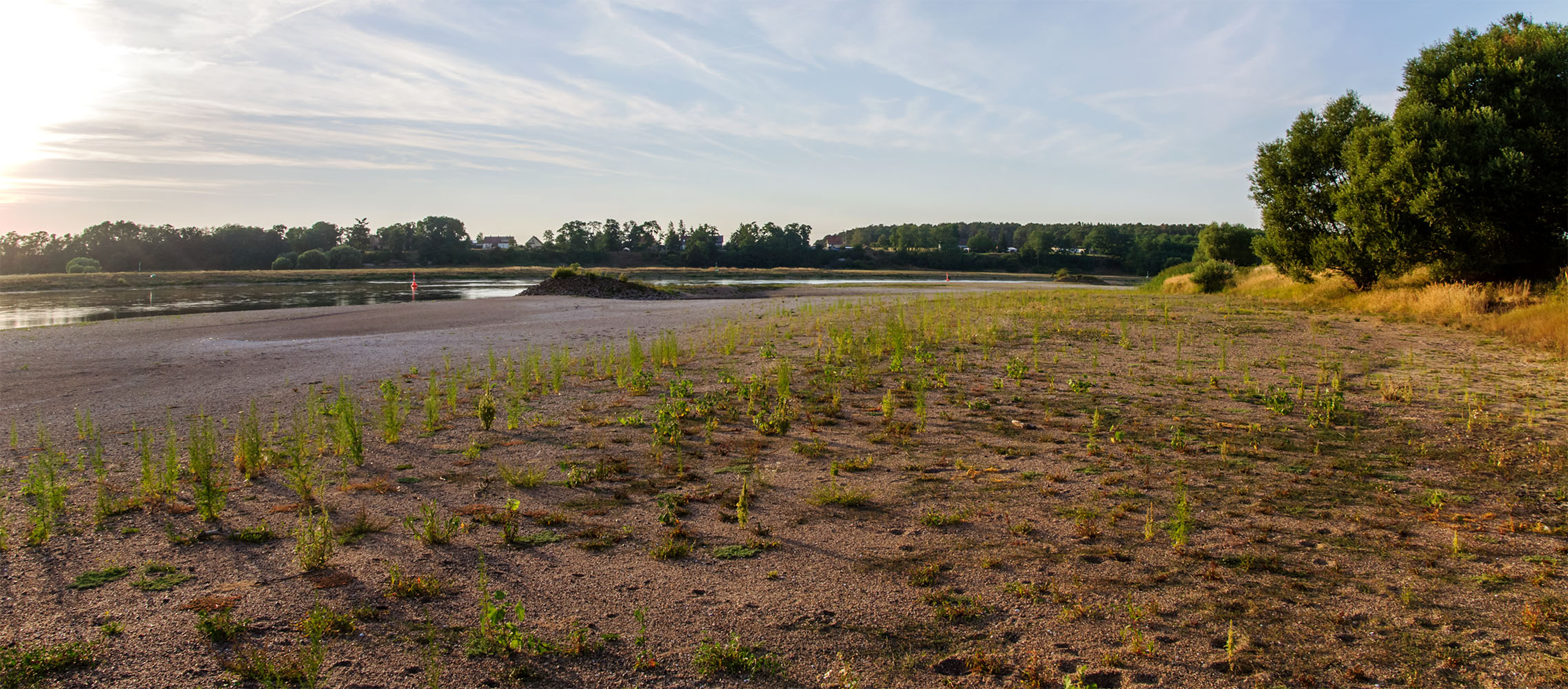
Polte an der Elbe

Polte, eine kleine Siedlung entlang an einer Straße, liegt etwa neun Kilometer südöstlich von Tangerhütte am westlichen Ufer der Elbe im Südosten der Altmark. Durch das Dorf führt der Elberadweg nach Südwesten. Östlich des Ortes beginnt das Biosphärenreservat Mittelelbe und das Fauna-Flora-Habitat-Gebiet „Elbaue bei Bertingen“.
Bei Polte befindet sich das größte zusammenhängende Robinienwaldgebiet Sachsen-Anhalts. Vom Steilhang eines kleinen Parks hat man einen beeindruckenden Blick auf die Elbe, die Wiesen und den Elbbogen, den größten Bogen im gesamten Verlauf der Elbe.
Nachbarorte sind Cobbel im Westen, Bittkau im Nordosten und Ringfurth im Südwesten.

## Geschichte

### Mittelalter bis Neuzeit
Die erste Erwähnung des Dorfes als Poltke oder Polke stammt aus dem Landbuch der Mark Brandenburg von 1375. Es umfasste 19 Hufen, die nach einer Wüstung zur Hälfte wieder aufgebaut waren.
Um 1526 war Polkow offenbar ein Wohnhof der von Lüderitz zu Polte, der danach wohl wieder verödete und als Feldmark vom Gut Bittkau bewirtschaftet wurde. 1720 ist eine Meyerei Polte genannt. Nach 1790 existierte das Vorwerk Polte mit einer Feuerstelle, jedoch schon 1794 war es eine wüste Dorfstelle „die Polte genannt, hat die Gutsherrschaft in Bittkau“.
Im Jahre 1801 berichtete Bratring vom Etablissement und Vorwerk Polte auf einer wüsten Dorfstelle mit einer Schäferei, Ziegelei und einem Teerofen. Die Einlieger besaßen kein Land und gehörten zu Bittkau.

### Wüstung Poltke
Im Jahre 1909 berichtete Wilhelm Zahn über die Lage der Wüstung. Ein Ackerstück 0,35 Kilometer nördlich vom Vorwerk Polte trug damals den Namen „Poltenkirchhof“. Dort hatte die Kirche des alten Dorfes gestanden. Nach Johann Friedrich Danneil waren 1863 von Kirche und Turm noch einige Spuren vorhanden. An der Stelle des Dorfes stand ein einzelnes Schäferhaus.

### Eingemeindungen
Das Vorwerk Polte gehörte früher zum späteren Gutsbezirk Bittkau und damit zum Tangermündeschen Kreis, dann bis 1813 zum Kanton Grieben und anschließend zum Kreis Stendal, dem späteren Landkreis Stendal. Als am 30. September 1928 der Gutsbezirk Bittkau und die Landgemeinde Bittkau vereinigt wurden, kam Polte zur späteren Gemeinde Bittkau.
Am 25. Juli 1952 kam die Gemeinde Bittkau zum Kreis Tangerhütte, genauso wie das unmittelbar benachbarte Ringfurth, welches aus dem Landkreis Wolmirstedt umgliedert wurde.
Vor 1957 wurde Polte als Wohnplatz der Gemeinde Ringfurth zugeordnet. Im Jahre 1971 und später wurde Polte als Ortsteil von Ringfurth geführt.
Mit der Eingemeindung von Ringfurth nach Tangerhütte kam der Ortsteil Polte am 31. Mai 2010 zur Stadt Einheitsgemeinde Tangerhütte und zur neu entstandenen Ortschaft Ringfurth.

### Einwohnerentwicklung
| Jahr | Einwohner |
| ---- | --------- |
| 1790 | 05        |
| 1798 | 05        |
| 1801 | 09        |
| 1818 | 10        |
| 1840 | 02        |
| 1871 | 38        |

| Jahr | Einwohner |
| ---- | --------- |
| 1885 | 18        |
| 1895 | 27        |
| 1905 | 10        |
| 2013 | [00]31    |
| 2014 | [00]28    |
| 2018 | [00]28    |

| Jahr | Einwohner |
| ---- | --------- |
| 2019 | [00]33    |
| 2020 | [00]37    |
| 2021 | [00]36    |
| 2022 | [0]34     |
| 2023 | [0]35     |

Quelle, wenn nicht angegeben, bis 1905:

## Religion
Die evangelischen Christen aus Polte sind in die Kirchengemeinde Bittkau eingepfarrt, die früher zur Pfarrei Grieben im Kreis Stendal gehörte. Sie werden heute betreut vom Pfarrbereich Lüderitz im Kirchenkreis Stendal im Propstsprengel Stendal-Magdeburg der Evangelischen Kirche in Mitteldeutschland.
Die katholischen Christen gehören zur Pfarrei St. Anna in Stendal im Dekanat Stendal im Bistum Magdeburg.

## Sage – Die Glockenwiese von Bittkau
August Wilhelm Pohlmann überlieferte 1829 die Sage als Erster. In der Kirche zu Grieben hängen heute zwei große Glocken. Eine davon soll von der Kirche der heutigen Wüstung Poltke stammen. Da die Glocke nicht in den Turm von Bittkau passte, wurde sie unter der Bedingung an die Griebensche Kirche überlassen, dass „dieselbe auf ewige Zeiten eine Wiese an die Kirche zu Bittkau abtrete“. Diese ist seit langer Zeit ein Acker, der den Namen Glockenwiese trägt. Alfred Pohlmann überlieferte die Sage 1897 nach ausführlicher mündlicher Überlieferung des Lehrers Schulze aus Flessau. Schulze berichtete, dass das Dorf Polte vor mehr als 300 Jahren in einem Krieg in Flammen aufging. Die Kirche wurde zerstört und die Glocken stürzten zu Boden. Eine Glocke verschleppten die Soldaten zur Elbe und versenkten sie. Die zweite Glocke fand ein Schweinehirt aus Bittkau beim Hüten auf der Wüstung. Die Bittkauer wollten die Glocke in ihrer Kirche aufhängen, was nicht gelang, da der Turm schon einen Riss hatte. Als die Griebener die Glocke aufgehängt hatten, gab sie nur den klagenden Ton „Polt’ in, Polt’ ut“ von sich. Erst als die Griebener die Bittkauer (zu denen Polte damals gehörte) mit der Glockenwiese entschädigt hatten, klang sie „Bimbam bälau“. Ähnlich lautet die Sage bei Horn im Jahr 1908 im „Altmärkischen Sagenschatz“ und bei Hanns H. F. Schmidt im Jahr 1994.